# Polycarp Pereira
Polycarp Pereira (ur. 26 stycznia 1932 w Entebbe) – ugandyjski hokeista na trawie, uczestnik Letnich Igrzysk Olimpijskich 1972.
Na igrzyskach w Monachium Pereira reprezentował swój kraj tylko w przegranym spotkaniu przeciwko reprezentacji Malezji; nie strzelił w nim żadnego gola. W klasyfikacji końcowej, jego drużyna zajęła przedostatnie 15. miejsce, wyprzedzając jedynie reprezentację Meksyku.